# Usechi
Usechi (Usetxi en euskera y de forma oficial) es una localidad española del municipio de Esteríbar, perteneciente a la Comunidad Foral de Navarra.

## Historia
Hacia mediados del siglo XIX, el lugar, ya por entonces perteneciente a Esteríbar, tenía contabilizada una población de 40 habitantes. Aparece descrito en el decimoquinto volumen del Diccionario geográfico-estadístico-histórico de España y sus posesiones de Ultramar de Pascual Madoz con las siguientes palabras:

USECHI: l. del ayunt. y valle de Esteribar en la prov. y c. g. de Navarra, part. jud. de Aoiz (5 1/2 leg.), aud. terr. y dióc. de Pamplona (4). sit. en una altura bastante elevada; clima frio; reina el viento N., y se padecen calenturas. Tiene 5 casas; igl. parr. de entrada (San Estéban) servida por un abad de provision de la casa de Ureta de Sangüesa; y para el surtido de los hab. una fuente de aguas algo duras; los niños concurren á la escuela de Zubiri. El térm. confina : N. Iragui; E. Urtasun; S. Leranoz, y O. Esain; comprendiendo dentro de su circunferencia un pequeño monte poblado de hayas. El terreno es muy áspero. caminos: los de los pueblos confinantes. prod.: trigo y maiz; cria ganado vacuno y lanar; caza de perdices. pobl.: 5 vec., 40 alm. riqueza.: con el valle (V.).
(Madoz, 1849, p. 237)

En 2023, la entidad singular de población tenía empadronados 11 habitantes.

## Patrimonio

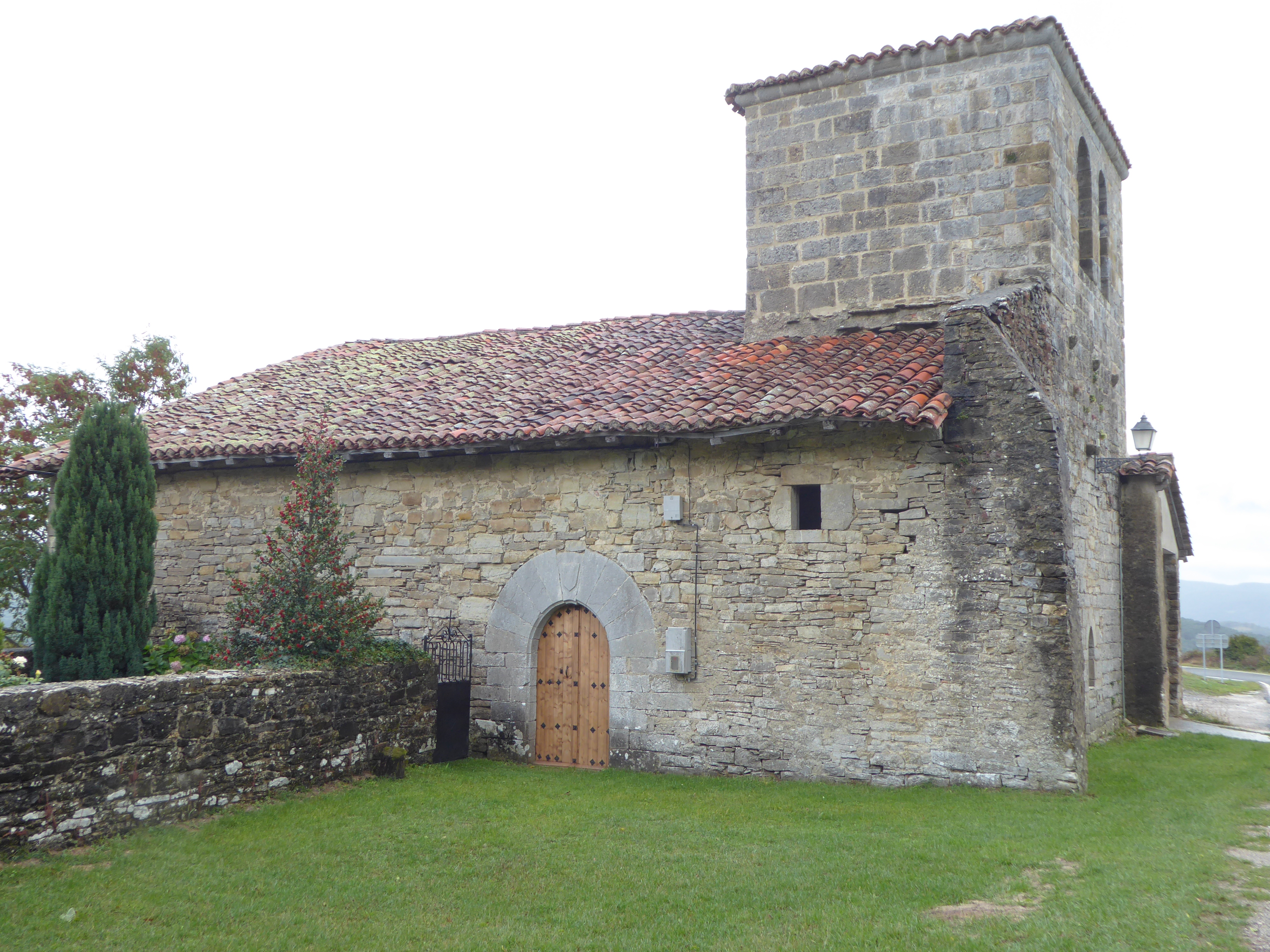
La iglesia de San Esteban

Hay en la localidad una iglesia de San Esteban.